# ハート・オブ・アメリカ・スポーツ・アトラクションズ
ハート・オブ・アメリカ・スポーツ・アトラクションズ（Heart of America Sports Attractions）は、主にアメリカ合衆国のカンザス、ミズーリ、ネブラスカ、アイオワの各州で興行を行っていたNWA傘下のプロレス団体。
セントラル・ステーツ・レスリング（Central States Wrestling、略称：CSW）のブランドネームでも知られ、NWA結成前はミッドウェスト・レスリング・アソシエーション（Midwest Wrestling Association、略称：MWA）、NWA脱退後はワールド・レスリング・アライアンス（World Wrestling Alliance、略称：WWA）として活動した。

## 概要
団体の本社と運営の本拠地がミズーリ州カンザスシティにあったため、このテリトリーは単に『カンザスシティ』とも呼ばれた。NWAの『中西部地区』『セントラル・ステーツ地区』はこの団体を指す。
団体は1948年7月に創立し、1989年初頭に消滅した。団体のテリトリーは、ナショナル・レスリング・アライアンス（NWA）の元々のテリトリーのひとつで、NWAの6人の創設者のうちの2名（ポール "ピンキー" ジョージとオーヴィル・ブラウン）がプロモートしていた。
2005年、「セントラル・ステーツ・レスリング」という名称は、ナショナル・レスリング・アライアンスのNWAミッドウェストが復活させた。新たなセントラル・ステーツ・レスリングはカンザス州ローレンスを本拠地としたが、名前を除いてはハート・オブ・アメリカ・スポーツ・アトラクションズとはまったく関係がないインディー団体である。

## 歴史

### ミッドウェスト・レスリング・アソシエーション

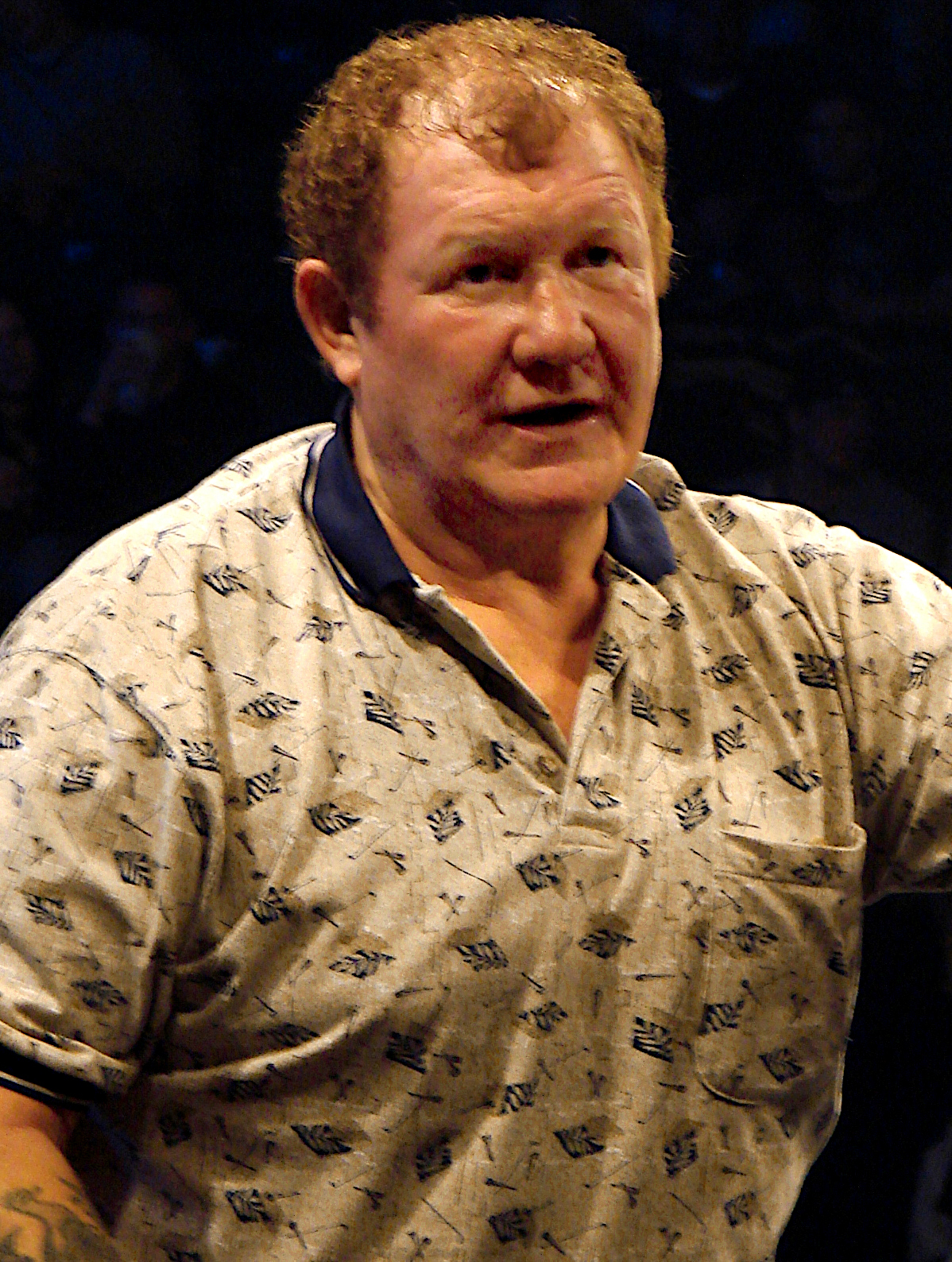
ハート・オブ・アメリカ・スポーツ・アトラクションズの共同プロモーターであったハーリー・レイス

NWA結成以前は元々ミッドウェスト・レスリング・アソシエーションとして知られていた。カンザス、ミズーリ、ネブラスカ、アイオワの各州で興行を運営しブッキングしており、その後NWAの重要なテリトリーになると見られていた。NWAが創設される1958年まで、このテリトリーはピンキー・ジョージと、史上初のNWA世界ヘビー級王座に就いたオーヴィル・ブラウンによってプロモートされていた。

### ハート・オブ・アメリカ・スポーツ・アトラクションズ
1958年、選手兼プロモーターであるボブ・ガイゲルが引き継ぎ、パット・オコーナーとハーリー・レイスと共同で「ハート・オブ・アメリカ・スポーツ・アトラクションズ社」を立ち上げた。団体はNWAの要石として存続し、ガイゲルはNWAのプロモーター委員会に名を連ね、NWA最後の「栄光の日々」である1978年から1987年までは会長職を務めた。『セントラル・ステーツ・レスリング』というブランド名は、全米で名を知られる存在ではなかったが、1973年にハーリー・レイスが初めてNWA世界ヘビー級王座を手にした時からCSW（とその姉妹団体のセントルイス・レスリング・クラブ）に注目が集まった。

### ジム・クロケット・プロモーションズの傘下
1986年、ガイゲルはジム・クロケット・プロモーションズ（JCP）のオーナーであるジム・クロケット・ジュニアに団体を売却した。JCPによるテリトリー運営は1986年9月から1987年2月までという短い間で、その後ボブ・ガイゲルは団体を買い戻し、ジョージ・パトラスキと共同経営した。

### ワールド・レスリング・アライアンス
NWA会長職を降りた後、ガイゲルは1987年後半にNWAから脱退し、ジム・クロケットとビンス・マクマホンによる全米拡大に対抗すべくワールド・レスリング・アライアンス（WWA）として知られる運営母体を設立した。初代WWA世界王者は1988年1月23日に行われたトーナメント決勝でディック・スレーターを破ったマイク・ジョージ。海外武者修行中だった蝶野正洋も同王座を獲得している。しかしこの動きは成果を挙げることなく、ガイゲルは1989年初頭にWWAを閉じた。

## タイトル
- MWA世界ヘビー級王座（1940年1月 - 1948年10月）
- NWA世界ヘビー級王座
- NWAセントラル・ステーツ・ヘビー級王座（1950年5月18日 - 1989年）
- NWAセントラル・ステーツ・タッグ王座（1971年2月26日 - 1988年4月）
- NWAセントラル・ステーツ・TV王座（1977年 - 1988年）
- NWAミズーリ・ヘビー級王座（1972年9月16日 - 1986年2月）
- NWA北米タッグ王座（セントラル・ステーツ版）（1963年12月19日 - 1973年）
- NWA・USヘビー級王座（セントラル・ステーツ版）（1961年8月24日 - 1968年9月）
- NWA世界タッグ王座（セントラル・ステーツ版）（1958年から1960年、1962年から1963年、そして1973年から1979年まで、2度の空白期間を含めて存在した）
- WWA世界ヘビー級王座（1988年 - 1988年）

## 参戦選手
| - オーヴィル・ブラウン - ボブ・ガイゲル - パット・オコーナー - サニー・マイヤース - ロニー・エチソン - ビル・ミラー - ボブ・オートン - バディ・オースチン - ターザン・タイラー - マイク・デビアス - カウボーイ・ボブ・エリス - ハーリー・レイス - キラー・カール・コックス - モンゴリアン・ストンパー - トーキョー・トム - ブルドッグ・ボブ・ブラウン - ダッチ・サベージ - ロン・リード - ルーファス・ジョーンズ - ダニー・リトルベア - ロジャー・カービー - ワイルド・アンガス - オックス・ベーカー - ダスティ・ローデス - ディック・マードック - ボブ・スウィータン - ロード・アル・ヘイズ - ジェリー・オーツ - テッド・オーツ - ビル・ハワード | - マッドドッグ・バション - バロン・フォン・ラシク - ジェリー・ブラウン - エド・ウィスコスキー - マイク・ジョージ - ジム・ブランゼル - シャチ横内 - ヤス・フジイ - クラッシャー・ブラックウェル - ボブ・スローター - バック・ロブレイ - リッキー・ギブソン - ロン・バス - ランディ・ローズ - アキオ・サトー - スコット・ケーシー - フランク・ヒル - テッド・デビアス - アレックス・スミルノフ - ジェシー・ベンチュラ - タンク・パットン - ロン・スター - ジ・アベンジャー - ジ・アサシン - ブルーザー・ブロディ - アーニー・ラッド - タカチホ - パク・ソン - ジェリー・バリアント - リッキー・ロメロ | - エディ・ギルバート - ジン・ルイス - J・J・ディロン - テリー・ギッブス - ジョージ・ウェルズ - マーク・ロメロ - デューイ・ロバートソン - ハーキュリーズ・ヘルナンデス - ブッチ・リード - ジェリー・ロバーツ - テリー・テイラー - ポークチョップ・キャッシュ - マニー・フェルナンデス - タリー・ブランチャード - リップ・ロジャース - ハクソー・ヒギンズ - ルーク・グラハム - ジプシー・ジョー - ミスター・ポーゴ - キム・ドク - バズ・タイラー - ボビー・ジャガーズ - マーティ・ジャネッティ - ショーン・マイケルズ - カーティス・ヒューズ - ザ・ウォーロード - ビル・ダンディー - キューバン・アサシン - ディック・スレーター - マサ・チョーノ |

## 参照
1. 1 2  Kristian Pope & Ray Whebbe (2nd Edition 2003 エラー: 日付が正しく記入されていません。（説明）). The Encyclopedia of Professional Wrestling: 100 Years of History, Headlines & Hitmakers. Krause Publications. ISBN 978-0873496254
2. 1 2  Hornbaker, Tim (2007). National Wrestling Alliance: The Untold Story of the Monopoly that Strangled Pro Wrestling. ECW Press. ISBN 978-1550227413
3. 1 2  Royal Duncan & Gary Will (4th Edition 2006 エラー: 日付が正しく記入されていません。（説明）). Wrestling Title Histories. Archeus Communications. ISBN 0-9698161-5-4
4. 1 2  “WWA World Heavyweight Title History”.   Wrestling-Titles.com. 2010年3月14日閲覧。